# Cannobine
La Cannobine (Cannobino en italien) est un cours d'eau à caractère torrentiel d'une longueur de 25 km, situé dans le nord de l'Italie, dans la province du Verbano-Cusio-Ossola, au Piémont, et un sous-affluent du Pô, par le Tessin.

## Géographie
La Cannobine prend source sur les pentes de la Cima della Laurasca dans la vallée éponyme, la vallée Cannobine, et suit un parcours d’environ 25 km pour se jeter dans le lac Majeur à Cannobio.